# Juan Fadrique
Juan Fadrique fue un noble de origen aragonés del siglo XIV.
Era hijo de Alfonso Fadrique, vicario general de los ducados de Atenas y Neopatria, y Marulla de Verona. Es atestiguado como señor de Egina y Salamina en 1350. Falleció entre 1362 y 1366.